# Windsor Castle

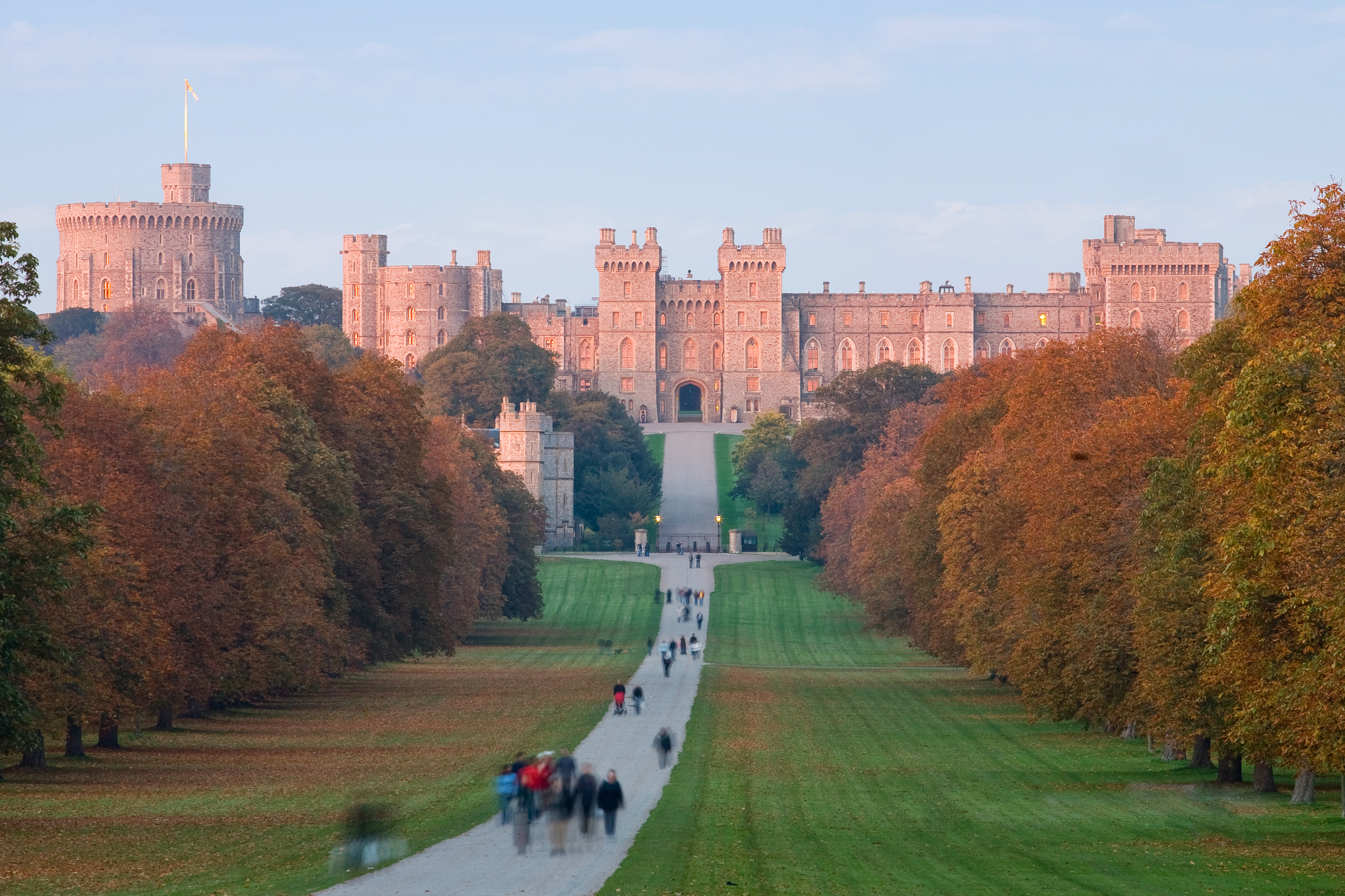
Windsor Castle bei Sonnenuntergang

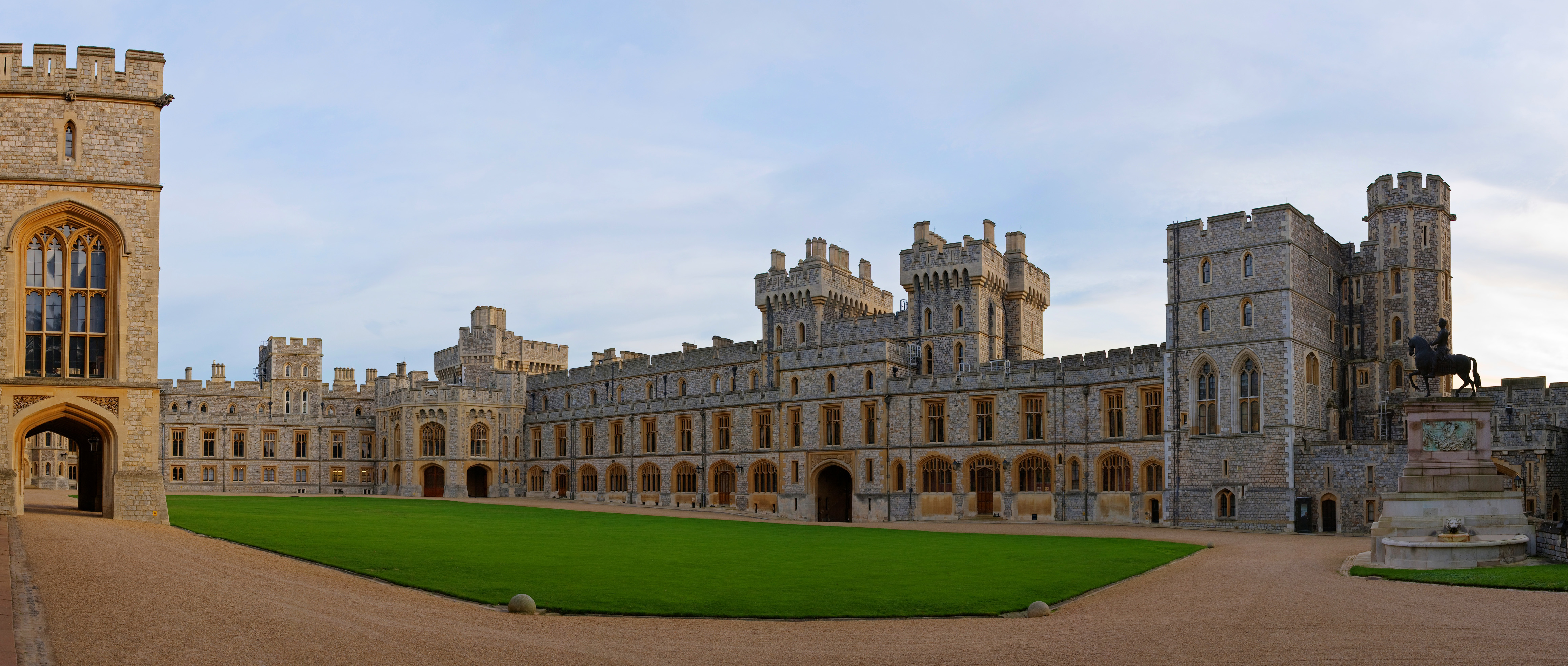
Windsor Castle, Blick durch den Oberen Hof auf den Südflügel

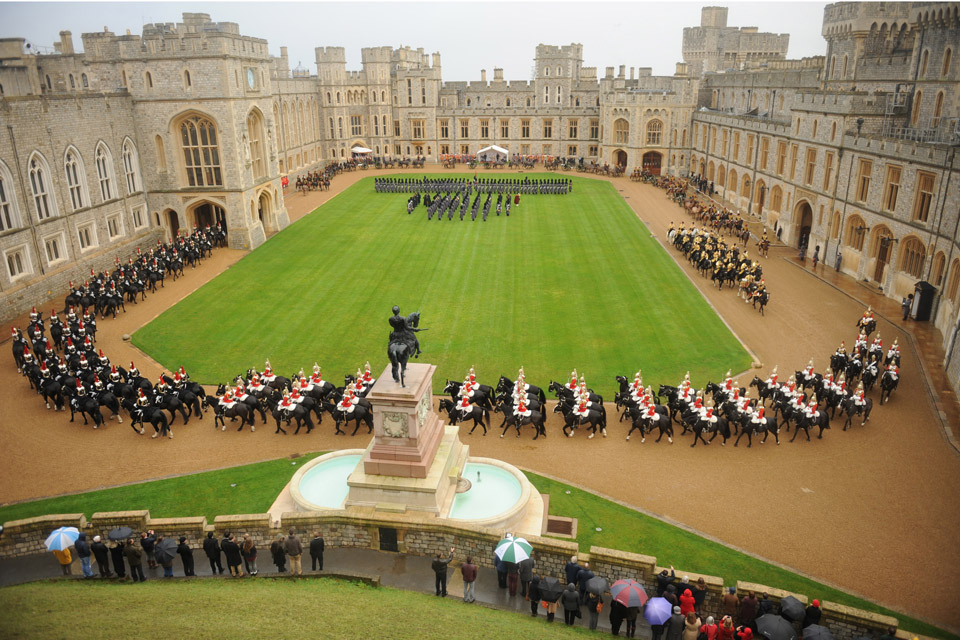
Empfang des Emirs von Kuwait durch die Königin mit der Household Cavalry

Windsor Castle ['wɪnzə 'kɑːsl], auf Deutsch auch Schloss Windsor, liegt in der englischen Stadt Windsor im Süden Englands in der Grafschaft Berkshire. Es ist das größte durchgängig bewohnte Schloss der Welt. Die Ursprünge von Windsor Castle liegen in der Zeit Wilhelms des Eroberers. Das Schloss ist mit dem gesamten Windsor-Anwesen im Besitz der britischen Krone und wird durch den königlichen Haushalt verwaltet. Es ist Teil der Royal Collection, während das Windsor-Anwesen dem Crown Estate untersteht.
Zusammen mit dem Buckingham Palace in London und dem Holyrood Palace in Edinburgh ist Windsor Castle eine der offiziellen Hauptresidenzen des britischen Monarchen. Unterhalb des Schlosses fließt die Themse auf ihrem Weg nach Osten zur 35 km entfernten Hauptstadt London. Windsor Castle wird auch als „englisches Versailles“ bezeichnet.
Schloss Windsor war die offizielle Wochenend-Residenz von Königin Elisabeth II. Es wurde von ihr jährlich für einen Monat zu Ostern genutzt, während sie die Weihnachtsferien auf ihrem privaten Anwesen Sandringham House und die Monate August und September im schottischen Balmoral Castle verbrachte. Anlässlich ihres 80. Geburtstags verlegte die Königin ihren ständigen Wohnsitz nach Windsor Castle und hielt sich seither nur noch drei Tage pro Woche (gewöhnlich Dienstag bis Donnerstag) zu Arbeitszwecken im Londoner Buckingham Palace auf. Ihre Anwesenheit erkannte man an der königlichen Wappenstandarte auf dem Round Tower, während in ihrer Abwesenheit dort der Union Jack wehte.
Die meisten Könige und Königinnen Englands hatten direkten Einfluss auf die Konstruktion und die Entwicklung des Schlosses, das ihnen zu ihren Zeiten jeweils als Garnison, Festung, Wohnhaus, offizieller Palast und manchmal auch als Gefängnis diente. Heute dienen die Gebäude sowohl als Museum als auch für staatliche Veranstaltungen sowie zu privaten Zwecken des Königs. Die Geschichte des Schlosses und die der britischen Monarchie sind untrennbar verbunden; sie lässt sich chronologisch durch die Herrschaftszeiten der Monarchen nachvollziehen, die es besessen haben. Zu Friedenszeiten wurden dem Schloss große und prächtige Zimmer hinzugefügt. In Kriegszeiten wurde das Schloss stärker befestigt. Dieses Muster setzt sich bis in die heutige Zeit fort.
Das Schloss ist nur zu besonderen Zeiten für die Öffentlichkeit zugänglich. 2024 betrug die Besucherzahl etwa 1,36 Millionen Personen.

## Grundriss des Schlosses

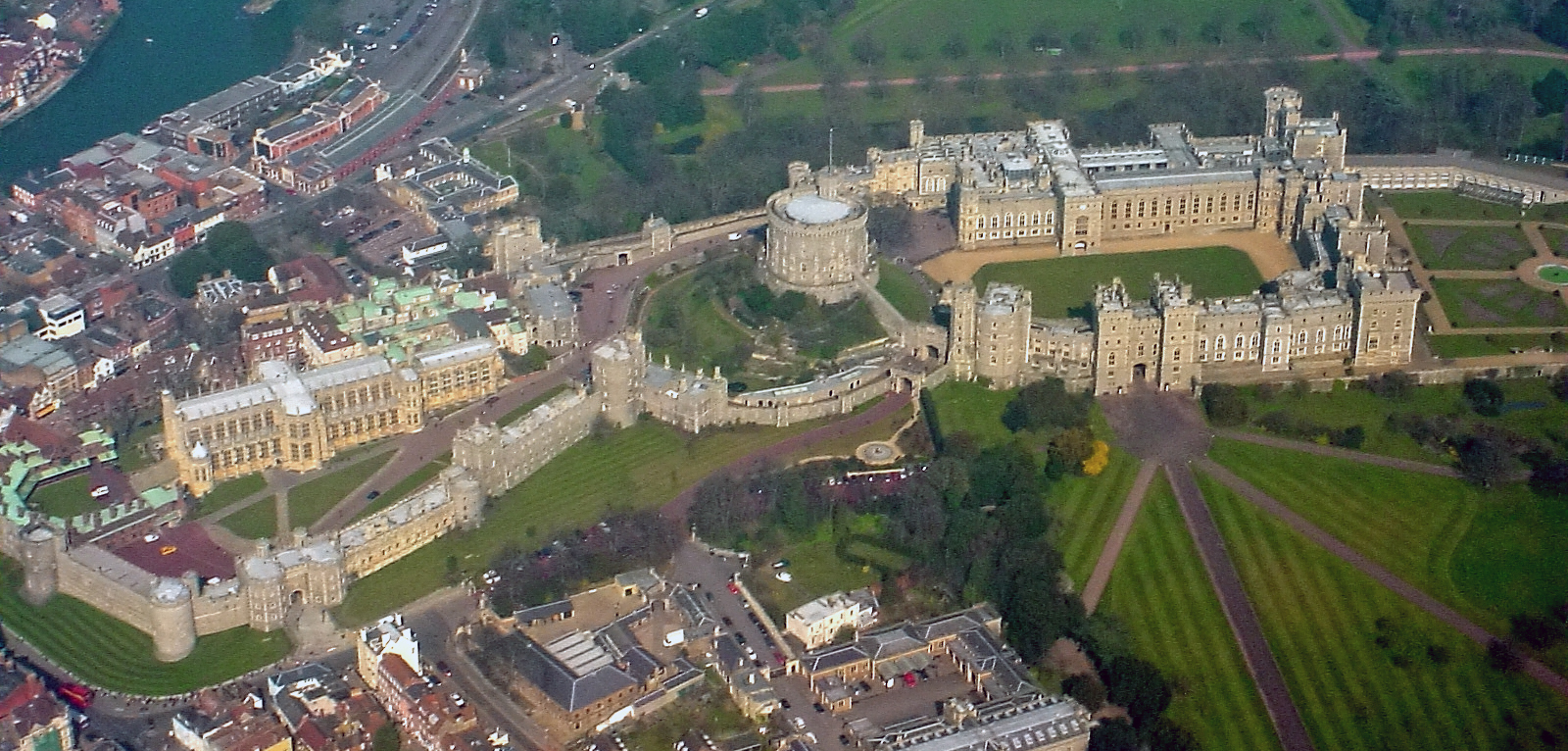
Luftbild von Windsor Castle – von links nach rechts: Unterer Hof (Lower Ward), Mittlerer Hof (Middle Ward) mit Motte und Rundturm (Round Tower), Oberer Hof (Upper Ward), oben links im Bild die Themse

A: Runder Turm (Keep) B: Oberer Hof (das „Viereck“) C: Staatsgemächer D: Private Gemächer E: Südflügel F: Unterer Hof G: St George’s Chapel H: Hufeisen-Kreuzgang (Horseshoe Cloister) K: Tor König Heinrichs VIII. (Haupteingang) L: Der Lange Weg (The Long Walk) M: Normannisches Tor N: Nordterrasse O: Turm Eduards III. T: Glockenturm (Curfew Tower)

In seiner eintausendjährigen Geschichte änderte und entwickelte sich das Schloss entsprechend den bevorzugten Baustilen, Vorlieben, Erfordernissen und finanziellen Möglichkeiten der aufeinanderfolgenden Monarchen. Auf dem nebenstehenden Plan sind die wichtigsten Gebäude des Schlosses eingetragen. Das heutige Schloss gruppiert sich noch immer um die Motte (A), einen künstlichen Erdhügel. Auf diesem errichtete Wilhelm der Eroberer die erste hölzerne Burg. An dieser Stelle steht heute der aus Stein errichtete runde Turm, das weithin sichtbare Wahrzeichen des Schlosses. Trotz seines Namens ist der runde Turm nicht exakt zylindrisch, sondern etwas unregelmäßig geformt.
Der Grundriss des Schlosses entwickelte sich aus den mittelalterlichen Befestigungen. Der Runde Turm teilt das Schloss in zwei unterschiedliche Bereiche, die sogenannten Höfe. Im Unteren Hof (F) befindet sich die St George’s Chapel (G), während im Oberen Hof (B) die privaten königlichen Gemächer (D) sowie die Staatsgemächer (C) liegen. Die St George’s Chapel ist eines der schönsten Beispiele des Perpendicular Style in England.
Zu den Staatsgemächern gehört die St.-Georgs-Halle. Diese ist ein sehr großer Raum, dessen Decke mit den Wappentafeln der früheren und heutigen Ritter des Hosenbandordens ausgeschmückt ist. Der Eingang zu den Staatsgemächern erfolgt über die Nordterrassen. In der Gemäldeausstellung sind Werke von Michelangelo und Leonardo da Vinci zu sehen und im Vestibül Ritterrüstungen sowie die Kugel, durch die 1805 Admiral Nelson während der von ihm siegreich geführten Schlacht von Trafalgar gegen Napoleons Flotte tödlich verwundet wurde. Im Queen’s Ball Room findet der Besucher wertvolle Gemälde von Rembrandt, Peter Paul Rubens und Van Dyck. Neben Schloss Windsor liegt der Home Park, in dem Frogmore mit dem Mausoleum von Königin Victoria und Prinz Albert steht.
Im Curfew Tower (T) sind Reste des Gefängnisses aus dem 13. Jahrhundert zu sehen. Alle drei Stunden erklingt aus dem Turm ein Glockenspiel.
Die Albert-Memorial-Chapel wurde ursprünglich von Heinrich VII. als Grabkirche gebaut, er wurde jedoch in der Westminster Abbey beigesetzt. Königin Victoria ließ die Kapelle nach dem Tod ihres Mannes Prinz Albert 1861 zur Gedenkstätte für ihn umbauen.

## Geschichte des Schlosses

### Gründung
Wilhelm der Eroberer kaufte den Mönchen von Westminster Abbey das Grundstück ab und ließ ab 1078 eine Holzburg errichten. Unter Heinrich I., seinem Sohn, entstanden die ersten Steinhäuser.
Heinrich III. veranlasste den Bau der ersten modernen Befestigungen, unter anderem des Zapfenstreich-Turms („Curfew Tower“). Der 24 m hohe Round Tower wurde in der Regierungszeit von Eduard III. gebaut, der 1312 hier geboren wurde. Er ließ die alte Burg abreißen, die unter Wilhelm dem Eroberer errichtet worden war, und veranlasste den Ausbau der Burg zu einer Residenz, deren Grundriss bis heute unverändert blieb.

### Windsor Castle ab 1350

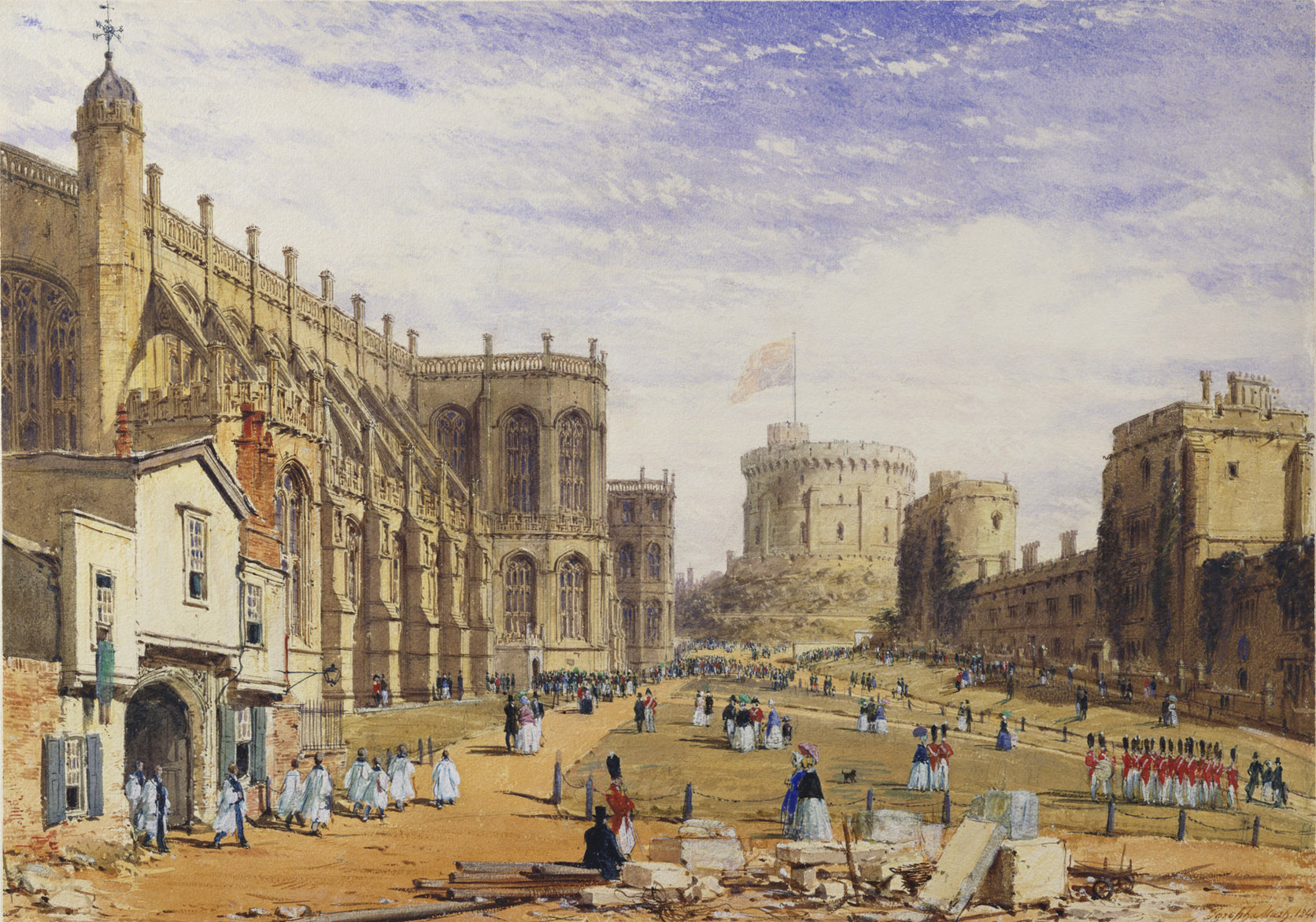
Unterer Hof mit St George’s Chapel und Rundem Turm 1848

König Eduard III. wurde 1312 auf Schloss Windsor geboren. Er wurde deshalb häufig Eduard von Windsor genannt. Ab 1350 begann er ein 24 Jahre dauerndes Umbauprogramm, bei dem er das bestehende Schloss bis auf den Glockenturm (T) und einige kleinere Außenanlagen abreißen ließ. Er beauftragte William von Wykeham mit dem Umbau und der Umgestaltung des Schlosses. Der Bergfried Heinrichs III. (der Runde Turm) wurde durch den gegenwärtig erhaltenen Turm ersetzt. Die heutige Höhe bekam er erst im 19. Jahrhundert. Die Befestigungen wurden ebenfalls weiter verstärkt. Die Schlosskapelle wurde bedeutend erweitert. Pläne, eine neue Kirche zu errichten, wurden jedoch nicht umgesetzt. Dies lag vermutlich an einem Mangel an Arbeitskräften und Mitteln nach dem Ausbruch des Schwarzen Todes. Aus dieser Zeit stammt auch das Normannische Tor (M). Dieses große und ehrfurchtgebietende Tor am Fuße des Runden Turmes ist die letzte Befestigung vor dem Oberen Hof (B), um den sich die königlichen Gemächer gruppieren.
Im Jahr 1348 gründete Eduard III. den Hosenbandorden, dessen jährliche Zusammenkunft in der St George’s Chapel gefeiert wird, der Hauptkapelle des Schlosses.
Während der Herrschaft von Richard II. im Jahr 1390 wurde festgestellt, dass die St.-Georgs-Kapelle akut einsturzgefährdet war. Deshalb wurde sie erneuert. Der Leiter der Arbeiten war einer der Favoriten Richards II., Geoffrey Chaucer. Er diente dem König als Diplomat sowie als Leiter der königlichen Bauprojekte. Ihre enge Verbundenheit währte über die gesamte Herrschaft Richard II. Im Jahrzehnt vor dem Tod Chaucers gewährte ihm Richard mehrere Geschenke und Renten, darunter 1394 eine Zahlung von 20 £ im Jahr auf Lebenszeit sowie 1397 eine jährliche Lieferung von 955 Liter Wein (252 Gallonen). Chaucer starb am 25. Oktober 1400.
Was auch immer seine Fähigkeiten als technischer Sachverständiger und Bauherr gewesen sein mögen, innerhalb von 50 Jahren war die Kapelle erneut baufällig.
König Eduard IV. (1461–1483), dem ersten König aus dem Haus York, wurde nachgesagt, er sei süchtig nach der Förderung des eitlen Prunks gewesen. Er begann den Bau der St George’s Chapel in ihrer heutigen Form. Tatsächlich ist die Kapelle, die ab 1475 in ihrer heutigen Form errichtet wurde, eher eine kleine Ausgabe einer Kathedrale und ein königliches Mausoleum. Sie ist in Perpendicular Style errichtet. Während der Herrschaft Heinrich VII. wurde ein Teil der Kapelle abgerissen, um Raum für die Marienkapelle (Lady Chapel) zu schaffen, deren Bau später vom König abgebrochen wurde. Das Gebäude der Kapelle war eines der ersten prächtigen Architekturwerke auf dem Burggelände.
Die Errichtung der Kapelle markierte einen Wendepunkt in der Architektur des Schlosses. Das gefestigtere politische Klima nach dem Ende der Rosenkriege führte dazu, dass bei den späteren Erweiterungen und Umbauten eher Gestaltung und Bequemlichkeit im Mittelpunkt standen, nicht, wie zuvor, stärkere Befestigung. Auf diese Weise änderte sich der Charakter der Burg von einer königlichen Festung zu einem königlichen Palast. Ein Beispiel dafür ist der Hufeisenkreuzgang (Horseshoe Cloister) aus dem Jahr 1480, der in der Nähe der Kapelle errichtet wurde, um die Kleriker unterzubringen. Dieses geschwungene Backsteingebäude soll die Form einer Pferdefessel haben. Dies war ein Abzeichen Eduards IV. Im Jahr 1871 wurden Restaurierungsarbeiten vorgenommen, die den größten Teil der ursprünglich verwendeten Baumaterialien beseitigten.

### Von der Festung zum Palast

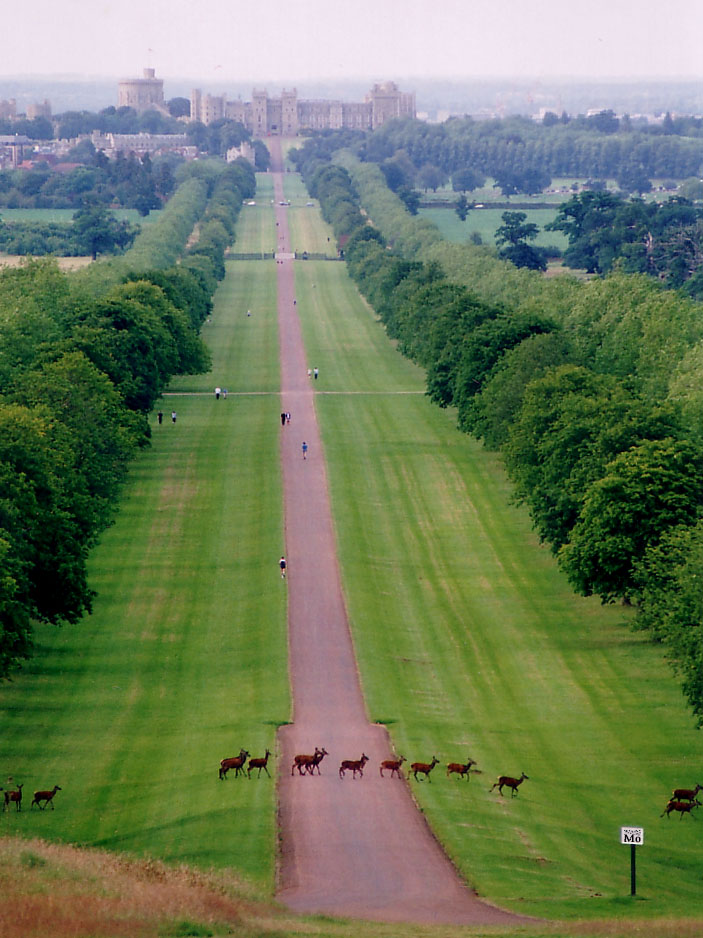
Rotwild quert den „Long Walk“ (L), der durch den „Windsor Great Park“ zum Schloss führt

Eduard III. war der Monarch, der den Umbau der Burg von einer Festung hin zu einem komfortablen Palast begann. Verglichen mit den königlichen Residenzen wie Whitehall und Nonsuch blieb Windsor jedoch unscheinbar. König Heinrich VIII. (Herrschaft 1509–1547) errichtete den Haupteingang des Schlosses (K) um 1510 neu. Dabei wurde er so platziert, dass ein Angreifer nach der Erstürmung des Tores einen Kampf bergauf führen musste. Das Wappen über dem Torbogen und dem Fallgitter zeigt das Granatapfelwappen der ersten Königin Heinrichs VIII., Katharina von Aragón.
Der Sohn und Nachfolger Heinrichs VIII., König Eduard VI., schrieb als Junge während seines Aufenthalts im Schloss sinngemäß: „Ich denke, ich befinde mich in einem Gefängnis hier, es gibt weder Galerien noch Gärten zum Spazierengehen hier.“
Die Halbschwester Eduards VI., Königin Elisabeth I. (Herrschaft 1558–1603) verbrachte den größten Teil ihrer Zeit auf Schloss Windsor und hielt es für den sichersten Ort in ihrem Königreich. In Zeiten der Anspannung zog sie sich hierhin zurück. Sie ging davon aus, dass das Schloss im Bedarfsfall auch einer Belagerung widerstehen könnte. Obwohl sie augenscheinlich das Schloss auch noch als Festung betrachtete, trug sie ebenfalls zu dessen Umgestaltung zur bequemen Residenz bei. So ließ sie die Nordterrasse als Ort der Leibesertüchtigung herrichten und ließ darüber eine überdachte Galerie anlegen. Dies ist ein frühes Beispiel eines Wintergartens. Das Gebäude ist weitgehend in seiner ursprünglichen Form erhalten geblieben. Es enthält einen gewaltigen Kamin aus der Tudorzeit und beherbergt heute die königliche Bibliothek.

### Englischer Bürgerkrieg
Nach Elisabeth I. folgte Jakob I. auf den Thron. Danach ging die Herrschaft auf dessen Sohn Karl I. über. Keiner von beiden nahm bedeutende Umbauarbeiten am Schloss vor. Nach der Absetzung Karls I. wurde das Schloss zum Hauptquartier für Oliver Cromwells New Model Army. Windsor Castle fiel bereits kurz nach Ausbruch des Bürgerkriegs an die Parlamentstruppen. Dies war der Gerissenheit des Obersten John Venn zu verdanken. Prinz Ruprecht von der Pfalz kam wenige Tage später in Windsor an, um die Stadt und das Schloss zurückzuerobern, doch obwohl er die Stadt bei der Beschießung stark beschädigte, konnte er das Schloss nicht einnehmen. Venn blieb bis 1645 Schlossgouverneur.
Unter der Kontrolle der Parlamentstruppen wurde das Schloss in Mitleidenschaft gezogen, jedoch nicht so sehr, wie man für ein sinnbildliches Symbol der Monarchie erwartet hätte. Die dort stationierte Garnison war jedoch unterbezahlt, und es wurde ihr erlaubt, die königlichen Wertgegenstände zu plündern. Während der Periode des Commonwealth blieb das Schloss militärisches Hauptquartier sowie Staatsgefängnis für bedeutende gefangene Royalisten (Königstreue). Karl I. war vor seiner Hinrichtung 1649 für kurze Zeit in Windsor Castle inhaftiert. Nach heutigen Maßstäben glich diese Haft eher einem Hausarrest. Nach der Hinrichtung des Königs wurde Großbritannien bis zur Restauration der Monarchie 1660 von Cromwell regiert. Der Leichnam Karls I. wurde in finsterer Nacht während eines Schneesturms nach Windsor geschmuggelt, um dort ohne Feierlichkeit in einem Gewölbe unter dem Chor der St George’s Chapel neben den Särgen Heinrichs VIII. und seiner Frau Jane Seymour beigesetzt zu werden.

### Die Restauration der Monarchie 1660
Nach der Restauration der Monarchie im Jahr 1660 wurde Schloss Windsor, das viele Jahre unverändert geblieben war, erneut bedeutend umgestaltet. Karl II. verwandte viel Mühe darauf, die im Bürgerkrieg entstandenen Schäden am Schloss auszubessern und es neu auszustatten. Zu dieser Zeit wurde in Frankreich Schloss Versailles errichtet, und mit dem Gedanken daran im Hinterkopf ließ Karl II. die Allee des Langen Weges (The Long Walk, L) anlegen. Die Allee sticht südlich vom Schloss ab und hat eine Länge von 4,8 km (3 Meilen) und eine Breite von 80 m. Die ursprünglich vom König gepflanzten Ulmen an den Seiten sind inzwischen durch Edelkastanien und Platanen ersetzt worden. Der Lange Weg ist nicht der einzige Teil, der von Schloss Versailles inspiriert wurde. Karl II. beauftragte den Architekten Hugh May damit, die königlichen Gemächer und die St.-Georgs-Halle umzubauen. May ersetzte die ursprünglichen Gemächer aus der Zeit der Plantagenets an der Nordterrasse durch das würfelförmige Sterngebäude (Star Building). Diese Gemächer wurden mit Deckengemälden von Antonio Verrio und Schnitzereien von Grinling Gibbons verziert. Der König erwarb auch Wandteppiche und Gemälde, um die Räume auszustatten. Diese Kunstwerke bildeten den Grundstock für die heutige königliche Sammlung, die Royal Collection. Drei der Räume sind weitgehend unverändert erhalten geblieben: das Aufenthaltszimmer und das Audienzzimmer der Königin, die beide für die Ehefrau Karls II., Katharina von Braganza, gestaltet wurden, und der Speisesaal des Königs. In diesen Gemächern sind sowohl die Deckengemälde von Verrio als auch die Wandvertäfelungen von Gibbons erhalten. Ursprünglich gab es zwanzig Räume in dieser Ausstattung. Einige von Gibbons Arbeiten wurden gerettet, wenn infolge von Umbauten oder Restaurierungen Änderungen durchgeführt wurden. Im 19. Jahrhundert wurden diese Schnitzereien dann in die neue Innenausstattung des Thronsaals des Hosenbandordens sowie in die Waterlookammer integriert.

### Das 18. und 19. Jahrhundert

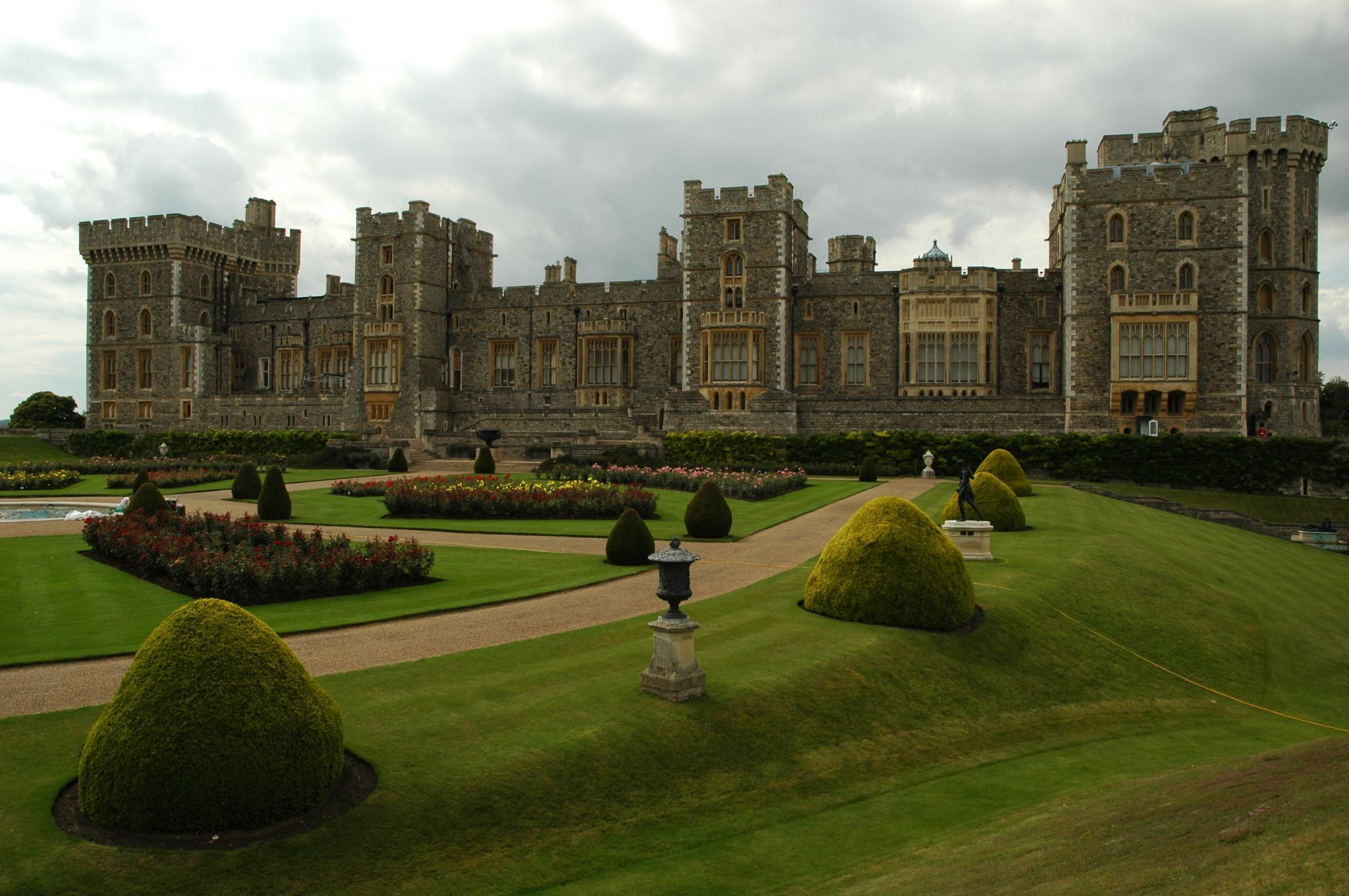
Schloss Windsor, Ostflügel. Dieser beinhaltet die privaten Gemächer

Nach dem Tod Karls II. im Jahr 1685 wurde die Erhaltung des Schlosses im Verlauf der Zeit vernachlässigt. Obwohl sich auf dem Schlossgelände und dem Park eine Reihe bewohnter königlicher Gebäude befanden, bevorzugten die Monarchen selbst an anderem Ort zu leben. Während der Herrschaft von Wilhelm III. und Maria II. (1689–1702) wurde Hampton Court Palace vergrößert und in einen gewaltigen modernen Palast umgewandelt. Königin Anne bevorzugte später, in einem kleinen Haus in der Nähe der Mauern des Schlosses zu leben. Erst 1804 benötigte König Georg III. als Vater von 13 Kindern eine größere Residenz, die anderswo nicht zu finden war, so dass das Schloss wieder vollständig bewohnt wurde. Die Umbauten aus der Zeit Karls II. spiegelten den damals beliebten klassischen Baustil wider. Inigo Jones hatte zu Zeiten von Karl I. den Palladianismus in England eingeführt. Georg III. fand diesen Baustil für ein uraltes Schloss nicht angemessen und ließ viele der Fenster aus der Zeit Karls II. mit gotischen Spitzbögen versehen. So erhielt das Schloss wieder seine mittelalterliche Erscheinungsform. Während dieser Epoche wurde Windsor Castle erneut ein Ort königlichen Hausarrests. Im Jahr 1811 fiel Georg III. in einen Zustand dauerhafter geistiger Umnachtung und musste zu seiner eigenen Sicherheit auf dem Schloss eingeschlossen werden. Während der letzten neun Jahre seines Lebens verließ er selten seine Gemächer auf Schloss Windsor.
In der Zeit der Herrschaft Georgs IV. zwischen 1820 und 1830 fanden die tiefgreifendsten Umbauten in der Schlossgeschichte statt. Georg IV., der für seine extravaganten Gebäude Carlton House und den Royal Pavilion aus den Zeiten seiner Regentschaft bekannt war, überzeugte das Parlament, ihm 300.000 £ für die Restaurierung zu bewilligen. Der Architekt Jeffry Wyatville wurde ausgewählt, und die Arbeiten begannen im Jahr 1824.
Die Umbauten nahmen zwölf Jahre in Anspruch und beinhalteten eine vollständige Umgestaltung des Oberen Hofes, der privaten Gemächer (D), des Runden Turmes (A) und der Außenfassade des Südflügels (D). Dies gab dem Schloss seine beinahe symmetrische Fassade, wie sie von der Allee des Langen Ganges sichtbar ist.
Wyatville war der erste Architekt, der das Schloss als ein Gesamtwerk betrachtete, statt einer Ansammlung verschiedener Gebäude aus unterschiedlichen Epochen und verschiedenen Baustilen. Als Architekt bevorzugte er eindrucksvolle Symmetrien, während das Schloss als Produkt einer jahrhundertelangen Entwicklung zunächst keinerlei Einheitlichkeit aufwies. Wyatville zwang diesem Ensemble von Gebäuden am Oberen Hof eine gewisse Symmetrie auf, indem er einige Türme aufstocken ließ, um anderen zu entsprechen. Außerdem verlieh er den Gebäuden am Oberen Hof eine gotische Fassade mit Zinnenkranz, um den mittelalterlichen Gebäuden zu entsprechen. Auch die St George’s Chapel im Unteren Hof wurde derart umgestaltet. Der Runde Turm war immer ein gedrungenes Gebäude gewesen, und dieser Eindruck wurde nun durch die neue Höhe der Gebäude des Oberen Hofes verstärkt. Wyatville überwand dieses Problem, indem er den Runden Turm mit einer hohlen steinernen Krone versah, gewissermaßen eine Obergeschossattrappe. Diese Attrappe ist 10 m hoch und verleiht dem gesamten Schloss seine dramatische Silhouette, die über viele Kilometer sichtbar ist.
Auch der größte Teil der Inneneinrichtung des Schlosses erfuhr genauso wie das Äußere eine Überarbeitung. Viele der Staatsgemächer aus der Zeit Karls II., die nach den Umbauten unter Georg III. übriggeblieben waren, wurden nun im gotischen Stil neu ausgestattet. Dies betraf vor allem die St.-Georgs-Halle, die in ihrer Länge verdoppelt wurde. Wyatville ließ auch einen Innenhof überdachen, um die Waterlookammer zu schaffen. Diese gewaltige Halle, die mit Hilfe von Obergaden erleuchtet wurde, feierte die Sieger der Schlacht von Waterloo und wurde mit Porträts der verbündeten Monarchen ausgestattet, die Napoléon Bonaparte vernichtet hatten. An der großen Tafel in der Mitte der Kammer können 150 Personen Platz nehmen.
Das Werk war beim Tod Georgs IV. 1830 noch unvollendet, doch konnte es noch fast zeitgleich mit dem Tod Wyatvilles im Jahr 1840 abgeschlossen werden.

### Viktorianische Epoche
Königin Victoria und Prinz Albert machten Windsor zu ihrer Hauptresidenz. Viele ihrer Änderungen betrafen eher die umliegenden Parkflächen als die Gebäude. Besonders ein vom Parlament 1848 verabschiedetes Gesetz erlaubte die Schließung und Umleitung alter Wege, die zuvor durch den Park von Windsor in Richtung Datchet und Old Windsor verliefen. Diese Änderungen erlaubten es der königlichen Familie, einen großen Teil des Parks für die Öffentlichkeit zu sperren und einen Privatpark zu schaffen. Auf dem Gelände des Parks wurde in der Nähe von Frogmore House ein Mausoleum errichtet, in dem Victoria und Albert begraben sind.
Königin Victoria zog sich nach dem Tod ihres Gemahls 1861 in die Abgeschiedenheit des Schlosses zurück. Von diesem Zeitpunkt bis zu ihrem Tod 1901 war das Schloss ihr hauptsächlicher Aufenthaltsort, und sie besuchte den Buckingham Palace nur noch selten. Die Gemächer des Prinzen wurden exakt so belassen, wie sie bei seinem Tod gewesen waren. Und obwohl sich somit eine gewisse Atmosphäre der Melancholie für den Rest des 19. Jahrhunderts über das Schloss legte, wurden dennoch einige Verbesserungen und Restaurierungen durchgeführt. Im Jahr 1866 schuf Anthony Salvin die Große Treppe in den Staatsgemächern. Die Halle, in der sie sich befindet, ist mit Waffen und Rüstungen ausgestattet, darunter eine Rüstung, die von König Heinrich VIII. im Jahr 1540 angefertigt wurde. Die oberen Treppenstufen werden von lebensgroßen Pferdestandbildern mit aufgesessenen Rittern in Rüstung flankiert. Dieses Thema der Dekoration setzt sich bis in die Kammer der Garde und das Vorzimmer der Königin fort. Salvin fügte auch dem Glockenturm (T) den kegelförmigen Dachaufsatz im Chateaustil hinzu.

### Das Schloss im 20. Jahrhundert

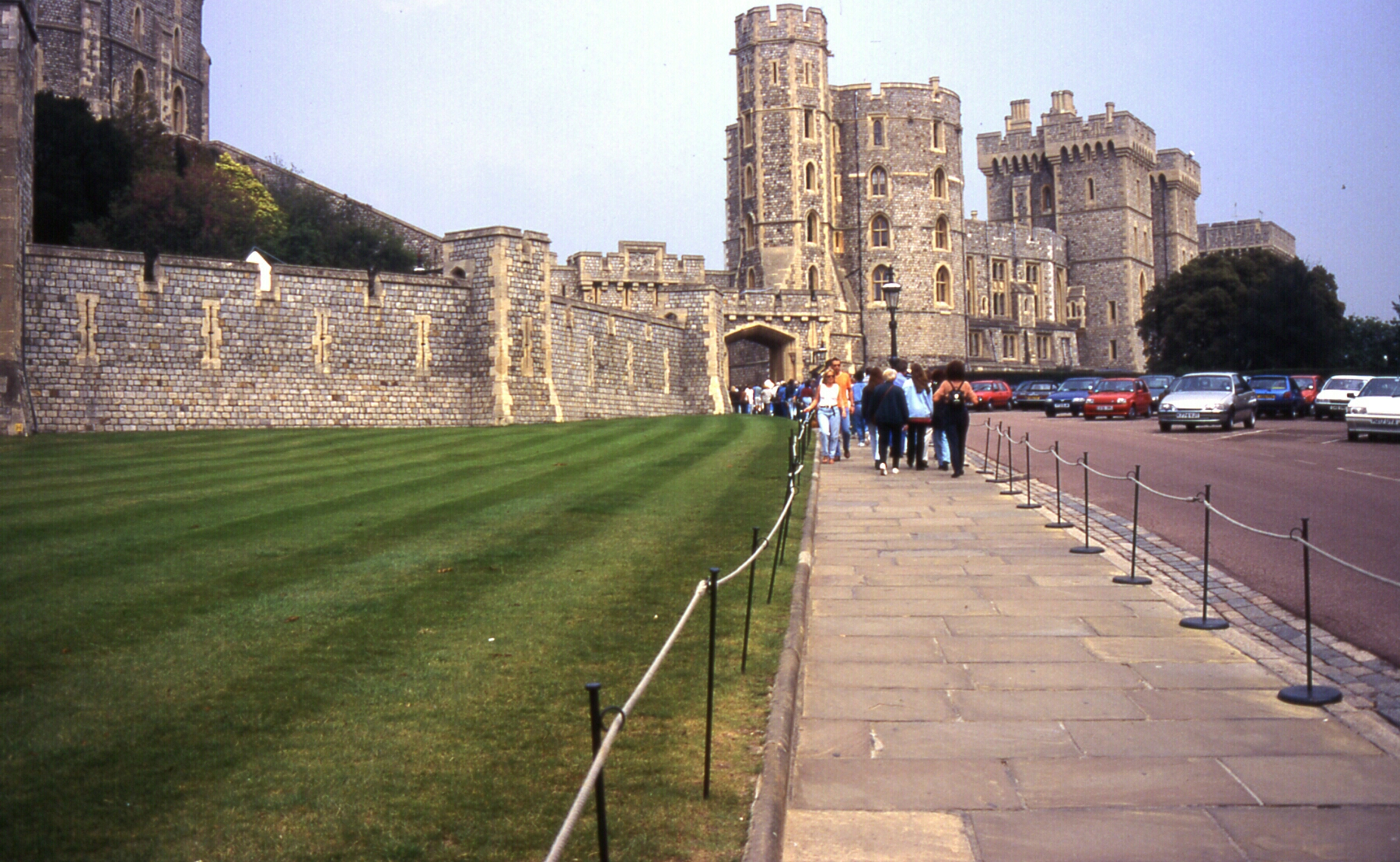
Windsor Castle / Eingang

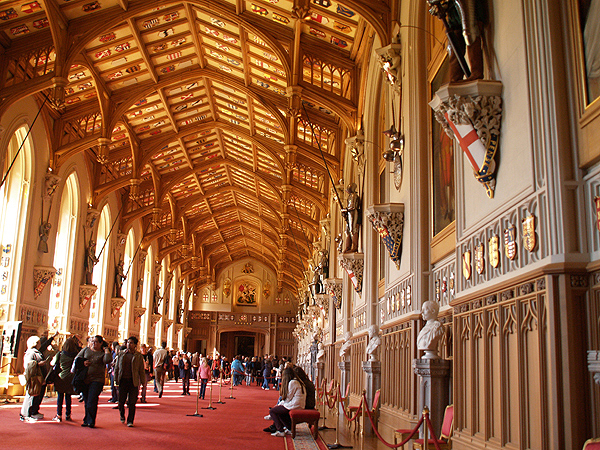
Blick in die St George’s Hall

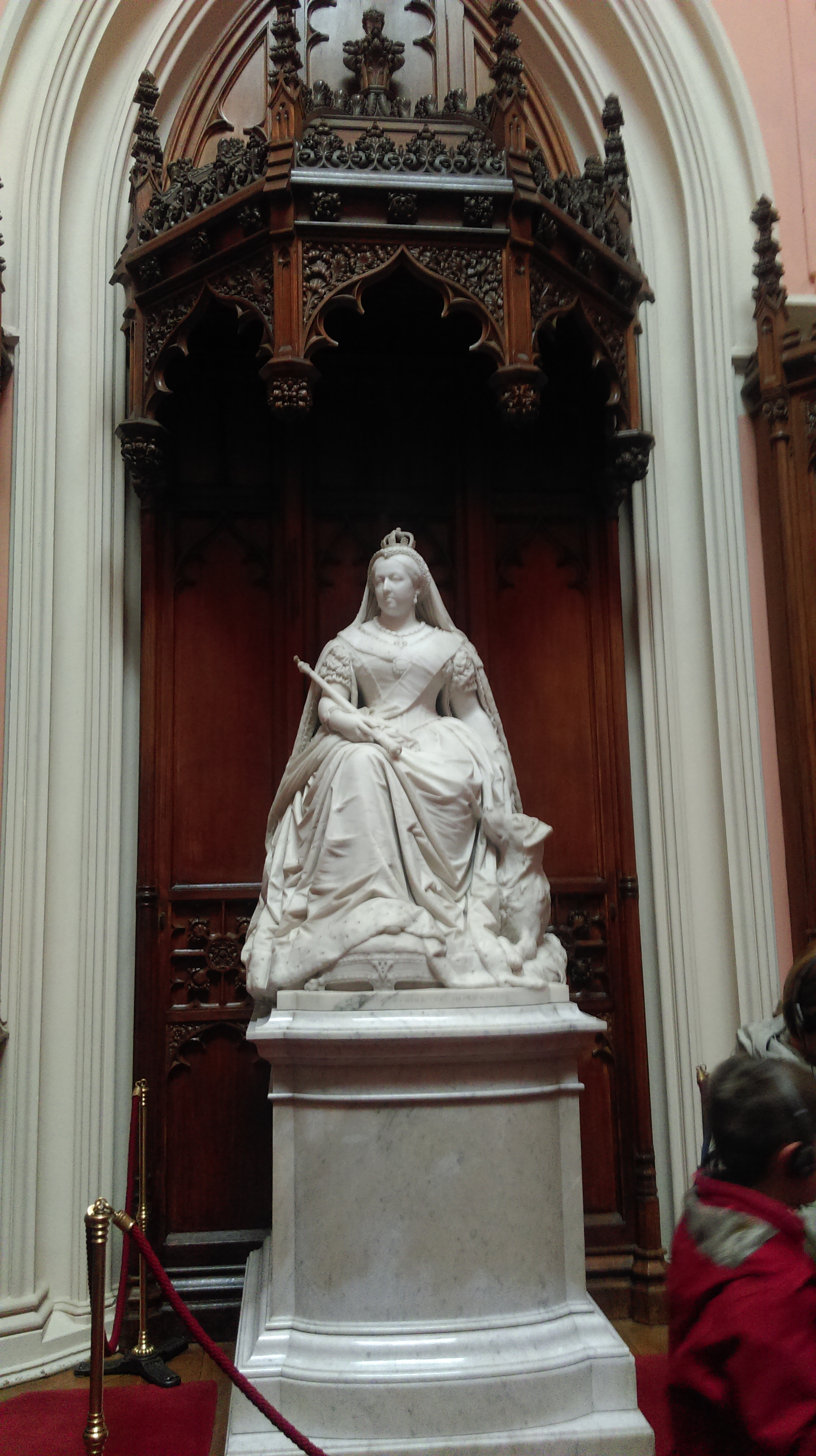
Königin Victoria in Windsor

Nach der Thronfolge König Eduards VII. im Jahr 1901 blieb das Schloss häufig für längere Zeit unbewohnt, da der König seine anderen Paläste bevorzugte. Der König kam in der Woche des Pferderennens in Ascot und zu Ostern nach Windsor. Die Anlage eines Golfplatzes war eine der wenigen Änderungen, die er vornehmen ließ. Der Nachfolger Eduards VII., Georg V., der von 1910 bis 1936 herrschte, bevorzugte ebenfalls seine anderen Landsitze. Seine Gattin jedoch, Königin Maria, war eine große Kunstliebhaberin. So versuchte sie nicht nur, weiterverkaufte frühere Ausstattungsteile des Schlosses zurückzuerwerben, sondern sie kaufte auch viele neue Kunstwerke, um die Staatsgemächer auszuschmücken. Sie reformierte auch die Nutzung des Schlosses, indem sie die barocke Vorstellung aufgab, nach denen eine große Abfolge von Staatsgemächern im Erdgeschoss für die wichtigen Gäste reserviert war. Stattdessen ließ sie im Obergeschoss bequeme Schlafzimmer einrichten, so dass die zuvor reservierten Räume im Erdgeschoss nun zur Unterhaltung und für Hoffunktionen zur Verfügung standen. Das Staatsschlafzimmer selbst wurde beibehalten, doch dies eher aus historischem Interesse. Es wurde seit 1909 nicht mehr als Schlafzimmer verwendet.
Während des Ersten Weltkriegs sah es die königliche Familie als notwendig an, ihren dynastischen Namen zu ändern. Das deutsche Haus von Sachsen-Coburg-Gotha wurde nach dem Schloss nun in Haus Windsor umbenannt. Königin Mary war als Liebhaberin von miniaturisierten Dingen bekannt. Deshalb wurde auf Initiative einer Cousine für sie 1921–24 ein so genanntes Puppenhaus angefertigt, das einem großen aristokratischen Haus nachgebildet war. Es wurde vom Architekten Lutyens geschaffen. Die Möbel und Bilder wurden von führenden Handwerkern und Designern der 1920er Jahre angefertigt. Queen Mary’s Dolls’ House bildet heutzutage eine der vielen Touristenattraktionen des Schlosses.
König Georg VI. bestieg 1936 den Thron nach der Abdankung seines Bruders. Eduard VIII. hielt seine im Radio übertragene Abdankungsrede an das Britische Empire in einem der Räume des Schlosses. Während seiner kurzen Herrschaft hatte er es jedoch bevorzugt, in seiner Wohnung in Fort Belvedere im Schlosspark von Windsor zu leben. Georg VI. und seine Gemahlin Königin Elizabeth zogen ebenfalls ihre frühere Wohnung in der Royal Lodge in Windsor vor. Bei Ausbruch des Zweiten Weltkrieges im Jahr 1939 nahm das Schloss wieder seine Rolle als königliche Festung ein, und das Königspaar sowie seine Kinder Kronprinzessin Elisabeth und Prinzessin Margaret lebten aus Sicherheitsgründen auf dem Schloss. Der König und die Königin fuhren täglich nach London und kehrten zur Nachtruhe nach Windsor zurück. Zu jener Zeit war dies jedoch ein wohlbehütetes Geheimnis, da zu Propagandazwecken und der öffentlichen Moral wegen berichtet wurde, der König bleibe die ganze Zeit über im Buckingham Palace. Nach dem Ende der Feindseligkeiten im Jahr 1945 verließ die Familie Schloss Windsor und bezog wieder die Royal Lodge.
Königin Elisabeth II. entschied 1952, Windsor zu ihrem Rückzugsort am Wochenende zu machen. Dazu ließ sie die Privatgemächer (D), die seit der Zeit von Königin Maria nicht durchgehend bewohnt gewesen waren, renovieren und weiter modernisieren.

#### Brand 1992
Am 20. November 1992 brach in der Privatkapelle der Königin ein Feuer aus, das sich rasch ausbreitete. Ausgelöst wurde es durch einen Halogenstrahler, der einen Vorhang entzündete. Es wütete für fünfzehn Stunden und zerstörte dabei neun der wichtigsten Staatsgemächer. Weitere 100 Räume wurden schwer beschädigt. Die Gebäude am Oberen Hof wurden insgesamt schwer in Mitleidenschaft gezogen. Ein Fünftel der Gebäudefläche des Schlosses wurde beschädigt, insgesamt eine Gebäudefläche von 9000 m². Die Renovierungsarbeiten nahmen bis zu ihrem Abschluss fünf Jahre in Anspruch. Siebzig Prozent der Kosten konnten durch die erstmalige Öffnung der Staatsgemächer des Buckingham Palace für die Öffentlichkeit aufgebracht werden. Die Gesamtkosten der Reparatur betrugen 37 Millionen Pfund (50 Millionen Euro). Die Restaurierung wurde so detailgetreu vorgenommen, dass der Unterschied zwischen alt und neu schwer zu erkennen ist. Die private Kapelle, die Laternenlobby und die neue Decke der St.-Georgs-Halle wurden in historischem Stil neu gestaltet. Die Halle ist dabei mit Grüneiche ausgestattet worden, einer Technik, die bereits im Mittelalter verwendet wurde. Weniger erkennbar ist, dass die Restaurierung zu bedeutenden technischen Verbesserungen führte, besonders in der Anordnung der öffentlichen Räume und der Diensträume. Lediglich eine kleine Hinweistafel am Ort des Brandausbruchs weist den Besucher noch auf den Brand hin.

## Sicherheit
Die Sicherheit des Palastes wird hauptsächlich durch die Thames Valley Police sowie eine Abteilung der Londoner Metropolitan Police gewährleistet, die für den Schutz der königlichen Familie sowie der Diplomaten zuständig ist. Daneben leisten Bataillone der Foot Guards der Household Division sowie der Victoria-Kaserne in Windsor im Rahmen der Palastwache von Windsor Wachdienst.

## Wichtige Ereignisse
- Heirat von Henry I. und Adelheid von Löwen, seiner zweiten Frau (1121)
- Geburt von König Edward III. (1312)
- Heirat von Edward of Woodstock und Joan of Kent (1361)
- Beerdigung von König Edward IV. (1483)
- Heirat von König Edward VII. und Alexandra von Dänemark (1863)
- Tod des kanadischen Premierministers John Thompson (1894)
- Brand des Schlosses (1992)
- Heirat von Prince Edward, Earl of Wessex und Sophie Rhys-Jones (1999)
- Tod von Elizabeth Bowes-Lyon (Queen Mum) (30. März 2002)
- Heirat von Charles, Prince of Wales, und Camilla Parker Bowles (9. April 2005)
- Heirat von Harry, Duke of Sussex, und Meghan Markle (19. Mai 2018)
- Tod von Prince Philip, Duke of Edinburgh, Prinzgemahl von Königin Elisabeth II. (9. April 2021)
- Beerdigung von Prince Philip, Duke of Edinburgh (17. April 2021)
- Beerdigung von Königin Elisabeth II. (19. September 2022)